# Чапаевское (Воронежская область)
Чапа́евское — посёлок в Эртильском районе Воронежской области.
Входит в состав городского поселения Эртиль.

## Население
| 2000 | 2010 |
| ---- | ---- |
| 220  | ↘98  |

## Улицы
В посёлке имеются две улицы — Западная и Школьная.